# The Amazons
The Amazons is een Britse rockband uit Reading, Berkshire, gevormd in 2014. Het debuutalbum van de band steeg naar nummer 8 in de Britse albumcharts. Ze zijn ook door NME, The Independent en BBC Radio 1 uitgeroepen tot ''A band to listen'' in 2017.
De band werd opgenomen in respectievelijk MTV's en BBC's ''Brand New for 2017'' en ''Sound of 2017.''

## Bandleden
- Matt Thomson – zang, gitaar (2014-heden)
- Chris Alderton – gitaar (2014-heden)
- Elliot Briggs – basgitaar (2014-heden)

### Voormalige leden
- Joe Emmett – drums (2014-2022)

## Discografie

### Studioalbums
- 2017: The Amazons
- 2019: Future Dust
- 2022: How Will I Know If Heaven Will Find Me?

### Livealbums
- 2018: Come the Fire, Come the Evening

### Ep's
- 2015: Don't You Wanna

### Singles
- 2016: Stay With Me (album: The Amazons)
- 2016: Nightdriving
- 2016: In My Mind (album: The Amazons)
- 2016: Little Something (album: The Amazons)
- 2017: Black Magic (album: The Amazons)
- 2017: Junk Food Forever (album: The Amazons)
- 2017: Ultraviolet (album: The Amazons)
- 2017: Palace (album: The Amazons)
- 2019: Mother (album: Future Dust)
- 2019: Doubt It (album: Future Dust)
- 2019: End of Wonder (album: Future Dust)
- 2019: 25 (album: Future Dust)
- 2020: Month of Day
- 2022: Bloodrush (album: How Will I Know If Heaven Will Find Me)
- 2022: Ready For Something (album: How Will I Know If Heaven Will Find Me)
- 2022: How Will I Know (album: How Will I Know If Heaven Will Find Me)
- 2022: There's a Light (album: How Will I Know If Heaven Will Find Me)

### Muziekvideo's
- 2016: Stay With Me - regie: Matt Goff
- 2016: Nightdriving - regie: Matt Goff
- 2016: In My Mind - regie: Chris Hugall
- 2017: Little Something
- 2017: Black Magic - regie: Matt Goff
- 2017: Junk Food Forever - regie: Michael Holyk
- 2017: Ultraviolet - regie: Oscar Sansom
- 2019: Mother - regie: Stephen Agnew
- 2019: Doubt It - regie: Thomas James
- 2019: 25